# Entrism
Entrism, eller entryism, möjligen även politisk infiltration, är en politisk taktik, varigenom en viss organisation genom att efter en förutbestämd plan låta vissa av sina medlemmar – som då fortfarande är lojala med sin gamla organisation – söka inträde i en annan organisation, i allmänhet en betydligt större sådan, för att där värva medlemmar till den första organisationen, bygga upp ett inflytande för den första organisationen i den andra organisationen, eller helt enkelt ta över den andra organisationen. Syftet kan också vara att öppet försöka påverka den andra organisationen i en viss riktning.

## Entrism i Sverige
En organisation som varit föremål för entrism är SSU, som tidskriftsföreningen Offensiv verkade inom under 1970- och 1980-talet. På grund av anklagelser om entrism uteslöts ett stort antal SSU-medlemmar. En minoritet inom Offensiv gick ur organisationen 1992 och startade istället tidskriften Socialisten, som fortfarande finns kvar inom arbetarrörelsen. Efter splittringen slutade Offensiv att verka entristiskt. Arbetarförbundet Offensiv heter sedan 1997 Rättvisepartiet Socialisterna, men har behållit namnet Offensiv på sin tidning.
Ett antal medlemmar i trotskistiska förbundet Revolution (tidigare Avanti) är också medlemmar i Vänsterpartiets ungdomsförbund Ung Vänster där de i egenskap av Revolution försökt påverka politiken.
Kommunpolitikern Ali Khalil från Miljöpartiet ska tillsammans med en lokal förening ha erbjudit Moderaterna 3 000 röster för bygglov för en moské i Botkyrka. Efter avslöjandet uteslöts Khalil ur partiet, då detta sågs som ett tecken på islamistisk infiltration.